# 聖馬丁 (塞薩爾省)
8°02′50″N 73°30′55″W / 8.04722°N 73.51528°W

聖馬丁（西班牙語：San Martín），是哥倫比亞的城鎮，位於該國東北部塞薩爾省，始建於1954年1月20日，面積789平方公里，海拔高度119米，2005年人口18,068，人口密度每平方公里21.45人。